# Aglaopus irias
Aglaopus irias är en fjärilsart som beskrevs av Edward Meyrick 1887. Aglaopus irias ingår i släktet Aglaopus och familjen Thyrididae. Inga underarter finns listade i Catalogue of Life.